# サラ・パレツキー
サラ・パレツキー（Sara Paretsky、1947年6月8日 - ）は、アメリカ合衆国の作家。推理小説、探偵小説を得意とする。代表作にシカゴを舞台に女性私立探偵 V・I・ウォーショースキーの活躍を描くデビュー作『サマータイム・ブルース』("Indemnity Only"、1982年)、『センチメンタル・シカゴ』("Killing Orders"、1985年)などのヴィク・シリーズがある。
パレツキーはアイオワ州エームズ生まれ、カンザス州で育つ。カンザス大学で政治学を学んだのち、シカゴ大学で博士号を取得する。その後はイリノイ州シカゴに居住し活動を続けている。

## V・I・ウォーショースキー
サラ・パレツキーの創作したシカゴの探偵 V・I・ウォーショースキー (V. I. Warshawski) 。元弁護士。Vはヴィクトリアの略。ミドルネームのIは、聞かれても人に教えることはほとんどない。仕事では「V・I」で通す。愛称として、女性的でない「ヴィク」を本人は好み、父の古い同僚であるボビー・マロリー警部だけが「ヴィッキー」と呼んでいる。デビューしてからシリーズとともに年齢を重ねている。
ヴィクの人物像について、簡単に書くと次のようになる。
- 身長5フィート8インチ。体重130ポンド[4]。
- 黒ラベル（スコッチウイスキー）とイタリア料理を好む。[5]。
- 料理は好きだが掃除は苦手[6]。
- 空手が得意。調査のいと口をつかむため住宅に侵入することもある[7]。
- 母親の希望で習っていたオペラ音楽をときどき口ずさむ。
- 独身だが既婚歴あり[8]。男性とのプライベートな交際も時に楽しむ。

ヴィクは、持ち前の気性の激しさ、直情径行で自立心の強さから幾たびとなく危険な目にあい、半死半生になったこともあるが 自分を曲げずに犯人と戦い、言いたいことをはっきり言うところが読者に高く支持されている。
パレツキーの描くヴィク・シリーズの筋書きは次のようになっていることが多い。
1. 小説の冒頭部で、ある犯罪（しばしば、大企業に関係する。）が起き、それを（多くは知人から）ヴィクが依頼される。
2. その後も殺人事件が起きる。
3. ヴィクは殺人者とクライマックスで対峙し勝つ。

舞台であるシカゴのスティーブンソン高速道路（英語: Stevenson Expressway）やシカゴ・カブスのシーズン中の苦戦など、シカゴの風物が詳細に描かれている。
1991年、ジェフ・カニュー監督、キャスリーン・ターナー主演で映画化（邦題「私がウォシャウスキー」）。1996年にはNHKで、松坂慶子主演、丸山昇一脚本により「女にも七人の敵」の題で翻案テレビドラマ化されている。

## 受賞歴
- 1988年 英国推理作家協会賞（CWA賞） シルバーダガー賞 『ダウンタウン・シスター』
- 2002年 CWA賞 ダイヤモンド・ダガー賞
- 2004年 CWA賞 ゴールドダガー賞 『ブラック・リスト』
- 2011年 アメリカ探偵作家クラブ グランド・マスター賞

## 著書
V・I・ウォーショースキー シリーズ
| #  | 邦題                          | 原題             | 刊行年 | 刊行年月   | 訳者       | 出版社                 | ISBN              |
| -- | ----------------------------- | ---------------- | ------ | ---------- | ---------- | ---------------------- | ----------------- |
| 1  | サマータイム・ブルース        | Indemnity Only   | 1982年 | 1985年6月  | 山本やよい | ハヤカワ・ミステリ文庫 | 4-15-075351-2     |
| 2  | レイクサイド・ストーリー      | Deadlock         | 1984年 | 1986年3月  | 山本やよい | ハヤカワ・ミステリ文庫 | 4-15-075352-0     |
| 3  | センチメンタル・シカゴ        | Killing Orders   | 1985年 | 1986年9月  | 山本やよい | ハヤカワ・ミステリ文庫 | 4-15-075353-9     |
| 4  | レディ・ハートブレイク        | Bitter Medicine  | 1987年 | 1988年7月  | 山本やよい | ハヤカワ・ミステリ文庫 | 4-15-075354-7     |
| 5  | ダウンタウン・シスター        | Blood Shot       | 1988年 | 1989年9月  | 山本やよい | ハヤカワ・ミステリ文庫 | 4-15-075355-5     |
| 6  | バーニング・シーズン          | Burn Marks       | 1990年 | 1991年4月  | 山本やよい | ハヤカワ・ミステリ文庫 | 4-15-075356-3     |
| 7  | ガーディアン・エンジェル      | Guardian Angel   | 1992年 | 1992年9月  | 山本やよい | ハヤカワ・ノヴェルズ   | 4-15-207759-X     |
| 8  | バースデイ・ブルー            | Tunnel Vision    | 1994年 | 1994年10月 | 山本やよい | ハヤカワ・ノヴェルズ   | 4-15-207877-4     |
| 9  | ヴィク・ストーリーズ(短編集） | Windy City Blues | 1995年 | 1994年9月  | 山本やよい | ハヤカワ・ミステリ文庫 | 4-15-075359-8     |
| 10 | ハード・タイム                | Hard Time        | 1999年 | 2000年12月 | 山本やよい | ハヤカワ・ノヴェルズ   | 4-15-208308-5     |
| 11 | ビター・メモリー              | Total Recall     | 2001年 | 2002年12月 | 山本やよい | ハヤカワ・ノヴェルズ   | 4-15-208463-4     |
| 12 | ブラック・リスト              | Blacklist        | 2003年 | 2004年9月  | 山本やよい | ハヤカワ・ノヴェルズ   | 4-15-208595-9     |
| 13 | ウィンディ・ストリート        | Fire Sale        | 2005年 | 2006年6月  | 山本やよい | ハヤカワ・ノヴェルズ   | 4-15-208731-5     |
| 14 | ミッドナイト・ララバイ        | Hardball         | 2009年 | 2010年9月  | 山本やよい | ハヤカワ・ミステリ文庫 | 978-4-15-075371-9 |
| 15 | ウィンター・ビート            | Body Work        | 2010年 | 2011年9月  | 山本やよい | ハヤカワ・ミステリ文庫 | 978-4-15-075372-6 |
| 16 | ナイト・ストーム              | Breakdown        | 2012年 | 2012年9月  | 山本やよい | ハヤカワ・ミステリ文庫 | 978-4-15-075374-0 |
| 17 | セプテンバー・ラプソディ      | Critical Mass    | 2013年 | 2015年1月  | 山本やよい | ハヤカワ・ミステリ文庫 | 978-4-15-075375-7 |
| 18 | カウンター・ポイント          | Brush Back       | 2015年 | 2016年12月 | 山本やよい | ハヤカワ・ミステリ文庫 | 978-4-15-075376-4 |
| 19 | フォールアウト                | Fallout          | 2017年 | 2017年12月 | 山本やよい | ハヤカワ・ミステリ文庫 | 978-4-15-075377-1 |
| 20 | クロス・ボーダー              | Shell Game       | 2018年 | 2021年9月  | 山本やよい | ハヤカワ・ミステリ文庫 | 978-4-15-075378-8 |
| 21 | ペインフル・ピアノ            | Dead Land        | 2020年 | 2022年11月 | 山本やよい | ハヤカワ・ミステリ文庫 | 978-4-15-075380-1 |
| 22 | コールド・リバー              | Overboard        | 2022年 | 2024年2月  | 山本やよい | ハヤカワ・ミステリ文庫 | 978-4-15-0753825  |
| 23 |                               | Pay Dirt         | 2024年 |            |            |                        |                   |
その他の作品
| # | 邦題                                                     | 原題                         | 刊行年 | 刊行年月  | 訳者       | 出版社               | ISBN              |
| - | -------------------------------------------------------- | ---------------------------- | ------ | --------- | ---------- | -------------------- | ----------------- |
| 1 | ゴースト・カントリー                                     | Ghost Country                | 1998年 | 1998年8月 | 山本やよい | ハヤカワ・ノヴェルズ | 4-15-208174-0     |
| 2 | 沈黙の時代に書くということ―ポスト9・11を生きる作家の選択 | Writing in an Age of Silence | 2007年 | 2010年9月 | 山本やよい | 早川書房             | 978-4-15-209155-0 |
| 3 | ブラッディ・カンザス                                     | Bleeding Kansas              | 2008年 | 2009年1月 | 山本やよい | ハヤカワ・ノヴェルズ | 978-4-15-208993-9 |